# Tameka Norris
Tameka Norris, também conhecida como TJ Dedeaux-Norris e Meka Jean, é uma artista visual e performática americana. Norris usa pintura, escultura e arte performática para criar trabalhos sobre identidade racial e a visibilidade e invisibilidade simultâneas da negritude por meio da apropriação cultural na sociedade moderna. Seu trabalho critica a presença do corpo negro na história da pintura e das belas-artes.

## Infância e educação
Nascida em Guam, Norris cresceu em Gulfport, Mississippi. Após concluir o ensino médio, em 1995, ela se mudou para Los Angeles, onde residia seu pai biológico, inicialmente para seguir carreira no rap.
Ela trabalhou como operadora de sexo por telefone e figurante em videoclipes antes de se matricular no Santa Monica College, em Santa Monica, Califórnia. Norris foi uma das poucas alunas negras do curso de artes, onde estudou por cinco anos. Em agosto de 2005, o furacão Katrina atingiu o Mississippi, afetando a família de Norris e também influenciando sua obra artística. As imagens que ela criou durante esse período foram incluídas no portfólio que ela enviou para a Escola de Artes e Arquitetura da UCLA, para onde se transferiu em 2007. Enquanto estava na UCLA, ela trabalhou sob a orientação de vários professores influentes, incluindo:Andrea Fraser, Mary Kelly, Barbara Kruger, Rodney McMillian, Cathy Opie e Lari Pittman.
Norris obteve seu mestrado em Belas Artes, com especialização em gravura e pintura, pela Escola de Arte de Yale em 2012.

## Trabalho e carreira
Norris é professora associada com estabilidade na Universidade de Iowa. Ela estudou na Escola de Pintura e Escultura Skowhegan (2009) e participou de várias residências artísticas, incluindo a MacDowell Colony (2016) e a The Fountainhead Residency. Norris foi bolsista da Grant Wood Art Colony de 2016 a 2017 e, em 2017, recebeu uma bolsa de US$ 25.000 National Endowment of the Arts.
Norris foi listada como uma das "24 artistas a serem observadas em 2013" pela revista Modern Painters.

### Arte performática
Em 2013, Norris participou de uma exposição coletiva e performance intitulada "Radical Presence: Black Performance in Contemporary Art". Essa exposição, realizada no The Studio Museum em Harlem, foi uma visão da arte performática de artistas visuais negros nas últimas cinco décadas e contou com mais de uma dúzia de apresentações ao vivo em um período de seis meses. Para esta exposição, Norris apresentou seu trabalho de 2012, Untitled (2012). Nessa obra, Norris pinta uma parede usando seu corpo como tinta e pincel. Norris passa uma faca em um limão, depois corta a língua e, enquanto pressiona o corpo contra a parede, usa o rastro de sangue e saliva para criar uma paisagem minimalista nas paredes da galeria. O efeito resultante é perturbar as noções de um espaço de galeria de cubos brancos imaculados, trazendo à tona ideias de corpo, violência e dor. Esta exposição foi documentada no Hyperallergic e no New York Times.

### Arte visual
As exposições individuais de Norris incluem "Family Values" no Contemporary Art Center em Nova Orleans em 2013, "Tameka Norris: Too Good For You (Introducing Meka Jean)" na Lombard-Freid Gallery em 2014, "Almost Acquaintances" na Ronchini Gallery em 2014, e "Not Acquiescing" na 1708 Gallery em 2015.
Em 2012, seu trabalho foi incluído na edição "MFA Annual" da revista New American Painting, uma antologia de trabalhos de mestrado em Belas Artes de mais de cem faculdades dos Estados Unidos.
Sua exposição Between Bloodlines and Floodlines foi exibida no Savannah College of Art and Design em Atlanta, Geórgia, em 2015.

### Filme
Seu longa-metragem Meka Jean: How She Got Good é uma investigação interna de identidade e cultura, estrelando a artista como ela mesma em uma busca por identidade, lar e o que significa ser de Nova Orleans. Esse filme estreou durante a exposição internacional Prospect.3 New Orleans e foi apresentado como uma instalação com várias câmaras na May Gallery, um espaço de arte sem fins lucrativos em Nova Orleans.
Em 2011, Norris criou uma obra de videoarte que reproduzia a obra de Bruce Nauman, de 1967-68, Walking in an Exaggerated Manor Around the Perimeter of a Square. Esta obra foi exibida em sua exposição "Family Values" de 2013 no Contemporary Art Center em Nova Orleans.

### Música
Em 2016, Norris lançou um álbum de rap conceitual intitulado "Ivy League Ratchet" em conjunto com uma exposição de quatro pessoas na SVA Chelsea Gallery intitulada "The Beat Goes On". Esse álbum falou sobre questões como o fato de ser uma mulher de cor e frequentar uma escola da Ivy League.

## Vida pessoal
Norris também é conhecida como Meka Jean, um nome que lhe foi dado durante a infância.